# 신정이펜1로
신정이펜1로(Shinjeongipen1-ro)는 서울특별시 양천구 신정동에 있는 서울특별시도로, 총 연장은 1.102km이다. 도로의 명칭이 유래된 것은 지역특성을 반영하여 부여되었다.

## 역사
- 2011년 10월 31일 : 도로명으로 신정이펜1로를 고시

## 주요 경유지
- 양천구
  - 신정3동

## 접촉하는 도로
- 신월로
- 신정이펜2로

## 주요 건물 및 시설
- 대일관광고등학교 (신정이펜1로 11/신정동 1318-3)
- 에코스페이스 연의 (신정이펜1로 12/신정동 1320-9)
- 서울특별시 서남병원 (신정이펜1로 20/신정동 1320-7)
- 신정이펜하우스5단지 (신정이펜1로 27/신정동 1318)
- 신정이펜하우스3단지 (신정이펜1로 50/신정동 1316)
- 신정이펜하우스4단지 (신정이펜1로 51/신정동 1317)
- 새금성교회 (신정이펜1로 92/신정동 1322-6)
- 신정이펜하우스1단지 (신정이펜1로 99/신정동 1321)